# Batalha dos montes Nervasos
A batalha dos montes Nervasos foi um confronto militar ocorrido no ano 419 entre os suevos de Hermerico, auxiliados pelos romanos de Astúrio, contra os alanos e vândalos de Gunderico, ocorrido no contexto das invasões bárbaras da Península Ibérica. O rencontro, ocorrido nas Astúrias (Espanha), saldou-se por uma vitória sueva e romana, empurrando os vândalos para a Bética.

## Antecedentes
Entre 409 e 411, povos vândalos, suevos, e alanos, penetraram na Península Ibérica através dos Pirenéus Ocidentais, após terem submetido a Gália romana a um regime de saque e pilhagem durante três anos. Os romanos não podem dar uma resposta eficaz devido às sublevações locais de Gerôncio e Máximo, e com isto se abre o período das Invasões bárbaras da Península Ibérica
Os invasores pactuaram entre si a partilha dos territórios hispanos: atravessando sem deter-se na Tarraconense, que permaneceu em mãos romanas, os vândalos silingos assentaram na Bética, os alanos na Lusitânia e Cartaginense, enquanto suevos e vândalos asdingos chegam a um acordo sobre a Galécia. Os suevos ficariam com os conventos Lucense (com capital em Lucus Augusti, Lugo) e Bracarense (com capital em Bracara Augusta, Braga), e os asdingos o Convento Asturicense (com capital em Asturica Augusta, Astorga).
Em 416, Vália, rei dos visigodos de Tolosa, entra na Península como aliado dos romanos para combater os invasores bárbaros. Estes preferem não se unir para enfrentar a ameaça comum, e em 418 tem aniquilado quase por completo aos silingos e dispersado aos alanos depois de matar o seu monarca Átax, que se refugiam entre os asdingos (motivo pelo que em adiante os reis vândalos se nomeassem «reis dos vândalos e dos alanos»).
O chefe suevo Hermerico, por sua vez, consegue assinar um tratado com o imperador Honório para que conceda a sua tribo o estado legal de federados (do que desfrutam também os visigodos), pelo que os hispano-romanos devem lhes ceder as terras. Estabelecem-se guarnições nas cidades e Braga começa a ser considerada o centro de poder. O desagrado dos hispano-romanos por ter que dar parte de suas terras aos suevos mostrar-se-á no futuro como fonte de conflitos entre nativos e colonos, havendo vários tratados de paz incumpridos e o envio de uma embaixada indígena ao general Flávio Aécio na Gália, encabeçada pelo bispo Idácio, que não conseguirá seus propósitos.
Em aliança com os romanos, Hermerico deixar-se-ia levar pelos desejos expansionistas de seu reino e entra em conflito com seus vizinhos vândalos, os mais próximos.

## A batalha
Os detalhes do confronto entre os dois povos não estão claros, mas podemos deduzir que foram os suevos os que levaram a iniciativa ao romper as hostilidades, já que os montes Nervasos (chamados assim ou bem pelo antigo povo dos narbasos ou pelo general romano Erbásio), apesar de sua localização incerta, têm podido ser situados na comarca leonesa do Bierzo, então o Convento Asturicense, que em virtude do pacto de 409–411 pertencia aos vândalos asdingos de Gunderico.
Durante a invasão do território inimigo, Hermerico e seu exército são encurralados nos montes Nervasos pelas tropas de Gunderico, e só a oportuna intervenção romana salva aos suevos de uma grave derrota. É Astúrio que à frente de um poderoso exército romano levanta o cerco às posições suevas e obriga ao exército vândalo a retirar-se.
Não acabará aqui a campanha romana, pois Astúrio empurra os vândalos para sul, para Bracara Augusta onde espera seu vigário Maurocelo, que comandava outro exército para a ocasião, para interceptar os asdingos e os derrotar.

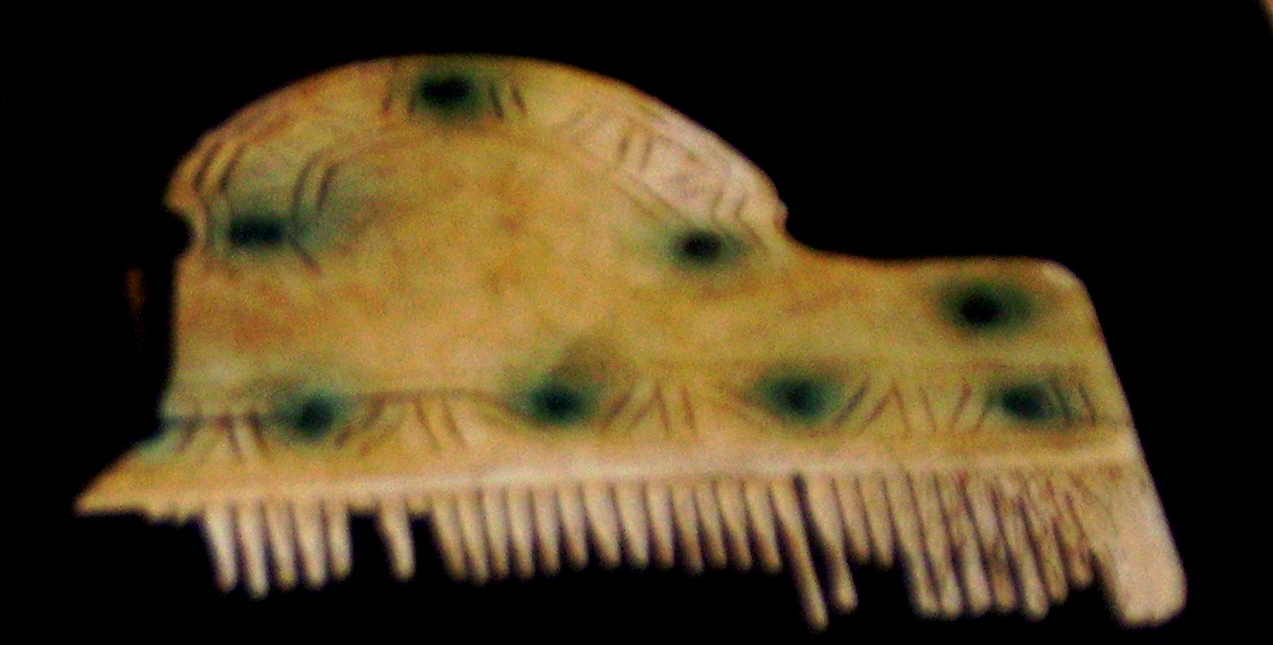
Pente de osso época sueva, provável intercâmbio comercial. Pertencente à Cultura de Cherniacove, foi achado em Castro Bérgido

## Consequências
Forçado pela derrota, o rei Gunderico guiará o seu povo na procura o assentamento na Bética. Entre 421 e 422 derrotam o exército imperial de Flávio Castino enviado contra eles para recuperar a Bética, construindo uma grande frota, com que conseguem o predomínio naval da região e conquistar boa parte do sudeste de Hispânia, chegando a saquear cidades como Híspalis (Sevilha) e Cartago Nova (Cartagena), entre outras localidades.
Em 428 morre Gunderico e sucede-lhe no trono seu meio irmão Genserico, que decide que o novo lar dos vândalos está no norte de África, no que as disputas internas impedirão a resistência romana. Mas enquanto Genserico encontra-se ocupado com os preparativos que farão que 80 000 pessoas, 15 000 deles guerreiros, cruzem o estreito de Gibraltar, as forças suevas de Hermigário atacam a retaguarda, depois de terem saqueado a Lusitânia. Os incursores serão derrotados perto de Mérida e seu líder afoga-se no Guadiana enquanto tentava fugir. No ano seguinte os vândalos desembarcam em Ceuta, a convite de Bonifácio (conde romano de África) e em poucos anos dominam a África, onde ficam um século, até serem derrotados por Belisário, general de Justiniano I.[carece de fontes?]
Com respeito aos suevos, dominariam a Galécia até à conquista visigoda do seu reino, por Leovigildo em 585.[carece de fontes?]